# SKY-HI Tour 2017 Final "WELIVE" in BUDOKAN
『SKY-HI Tour 2017 Final "WELIVE" in BUDOKAN 』（スカイハイ・ツアー・にせんじゅうなな・ファイナル・ウィーリブ・イン・ブドウカン）は、SKY-HIが2017年9月27日にリリースした自身初の映像作品。

## 概要
- 2017年5月2日に日本武道館で行われた、全国ツアー「SKY-HI HALL TOUR 2017 ~WELIVE~」の映像である。初の日本武道館でのライブであり、本公演では満員の観客8500人を動員した[1]。
- 副音声として、SKY-HIとKensuke (SUPER FLYERS)によるLIVE解説(ダベり)が収録されている[2]。
- mu-moショップで販売されるDVDとBlu-rayの初回生産限定商品は、特製三方背ケース仕様でLIVE CD、100Pの写真集、TOUR STAFF PASSのレプリカ、金のスカイハイピックが同梱されている[3]。

## 収録映像曲

### Disc1
"WELIVE" in BUDOKAN
1. Double Down
2. Ms.Liberty
3. BIG PARADE
4. Stray Cat
5. 十七歳
6. 明日晴れたら
7. Blanket

-Neo Disco Zone-
1. Limo
2. Count Down
3. TOKYO SPOTLIGHT

-Dungeon Anthems Zone-
1. Turn Up
2. Dungeon Survivors
3. As A Sugar
4. Welcome To The Dungeon
5. Enter The Dungeon
6. Tyrant Island
7. 運命論
8. Walking on Water
9. Over the Moon
10. ナナイロホリデー

### Disc2
1. センテンス -家出少年-
2. アドベンチャー
3. How Much??
4. Seaside Bound
5. 創始創愛
6. アイリスライト
7. スマイルドロップ
8. Silly Game
9. LUCE
10. クロノグラフ
11. ～LIVE, I LOVE, OLIVE～ (Theme of “WELIVE”)
12. カミツレベルベット
13. リインカーネーション

- 特典映像：DOCUMENTARY OF SKY-HI Tour 2017 Final "WELIVE" in BUDOKAN